# Imigração brasileira na França
Os brasileiros na França formam um dos maiores grupos de imigrantes latino-americanos na França.[carece de fontes?] O censo de 2020 registrou 160 000 cidadãos brasileiros residindo no país, 80 000 na França Metropolitana (Europa) e 80 000 na Guiana Francesa.

## História
As origens ancestrais da nação brasileira mostram gerações ancestrais recentes predominantemente como os italianos e portugueses, mas com fortes traços de africanos japoneses, britânicos, povos indígenas, eslavos e semitas, e também componentes franceses, alemães e espanhóis, fazendo a maioria dos brasileiros capazes de aderir à União Europeia. No entanto, eles enfrentaram muitas circunstâncias jurídicas diferentes em Portugal e Itália que teve muito antes de eles se juntarem a política de migração da UE, milhares de pessoas por dia chegam aos consulados de Portugal para processar a nova nacionalidade ou obtenção de um visto; no entanto, eles não são os mais numerosos entre os imigrantes latino-americanos na Europa.[carece de fontes?]